# Liste der Monuments historiques in Rieux-Volvestre
Die Liste der Monuments historiques in Rieux-Volvestre führt die Monuments historiques in der französischen Gemeinde Rieux-Volvestre auf.

## Liste der Bauwerke
| Bezeichnung    | Beschreibung                    | Standort                              | Kennzeichnung | Schutzstatus   | Datum     | Bild           |
| -------------- | ------------------------------- | ------------------------------------- | ------------- | -------------- | --------- | -------------- |
| Kathedrale     | Erbaut ab dem 13. Jahrhundert   | (Lage)                                | PA00094436    | Classé         | 1923      | weitere Bilder |
| Haus           | Erbaut im 15. Jahrhundert       | Place de Lastic Pont de Lajous (Lage) | PA00094440    | Inscrit        | 1950      | weitere Bilder |
| Haus           | Erbaut im 15. Jahrhundert       | Place de Lastic (Lage)                | PA00094438    | Inscrit        | 1947      | weitere Bilder |
| Haus           | Erbaut um 1600                  | 5, place de Lastic (Lage)             | PA00094439    | Classé Inscrit | 1927 1995 | weitere Bilder |
| Maison Laguens | Haus, erbaut im 18. Jahrhundert | Rue de l’Evêché (Lage)                | PA00094437    | Inscrit        | 1973      | weitere Bilder |
| Pont de Lajous | Brücke, erbaut 1620             | (Lage)                                | PA00094441    | Inscrit        | 1950      | weitere Bilder |
| La Tourasse    | Erbaut im 14. Jahrhundert       | Rue du Théatre Rue des Salle (Lage)   | PA00094671    | Inscrit        | 1990      | weitere Bilder |